# Brephos julia
Brephos julia är en fjärilsart som beskrevs av Pieter Cramer 1775. Brephos julia ingår i släktet Brephos och familjen nattflyn. Inga underarter finns listade i Catalogue of Life.